# Kundt (cràter)

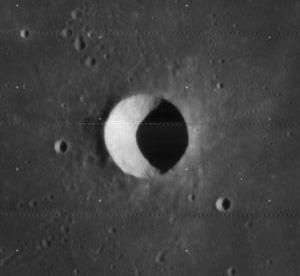
Fotografia de la missió Lunar Orbiter 4 (1967)

Kundt és un petit cràter d'impacte lunar en forma de bol situat en la secció nord de la Mare Nubium. Es troba a mig camí entre Guericke cap a l'oest i Davy en l'est.

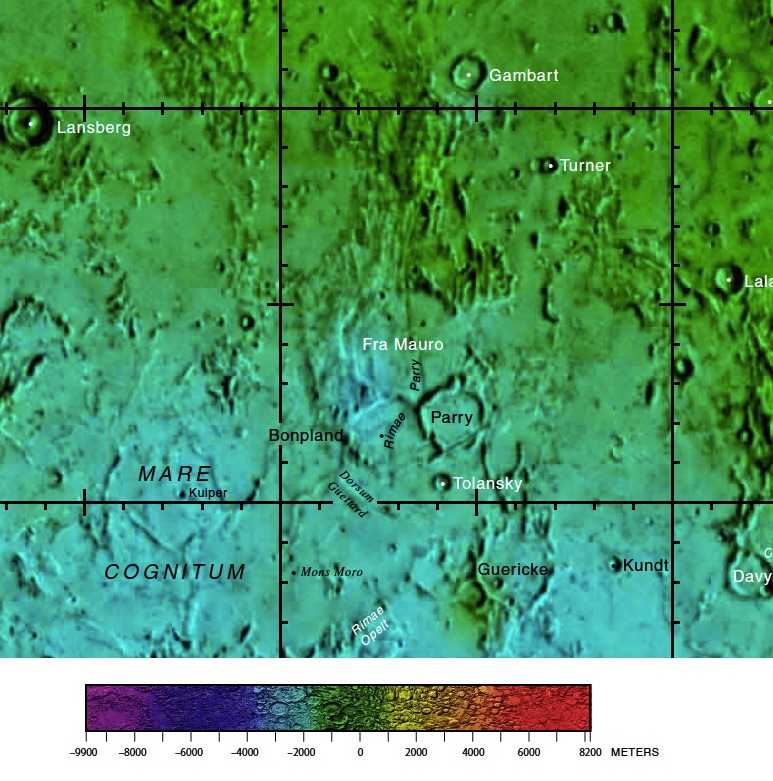
Localització de Kundt (quadrant inferior dret de la imatge)

Té una vora elevada i no desgastada significativament per altres impactes. Va ser identificat com Guericke C abans de ser canviat el nom per la UAI.